# Enno III van Oost-Friesland
Enno III van Oost-Friesland (Aurich, 30 september 1563 - Leerort, 19 augustus 1625) was van 1599 tot aan zijn dood graaf van Oost-Friesland. Hij behoorde tot het huis Cirksena.

## Levensloop
Enno III was de oudste zoon van graaf Edzard II van Oost-Friesland en Catharina van Zweden, dochter van koning Gustaaf I van Zweden. In 1599 volgde hij zijn vader op als graaf van Oost-Friesland. Hij was de laatste in deze functie die het Oost-Fries beheerste.
Na het uitsterven van de mannelijke linie van de graven van Rietberg werd Enno III door zijn huwelijk met Walburgis van Rietberg hun opvolger. In het Vergelijk van Berum stond hij in 1600 het graafschap Rietberg echter af aan zijn dochters uit zijn eerste huwelijk. In ruil daarvoor kreeg hij het Oost-Friese Harlingerland, dat sinds 1540 in een personele unie verbonden was met het graafschap Rietberg.
Enno leek eerst op de goede weg te zijn in een conflict met de Oost-Friese Staten. Hij sloot met hen en de stad Emden in 1599 het Concordaat van Emden. De vrede in het land kwam echter ten einde toen Enno nieuwe belastingen hief om de lege staatskas te vullen. In het daaropvolgende conflict riepen de troepen van Emden de hulp van de Republiek der Zeven Verenigde Nederlanden in, die in 1602 de stad bezetten. In het Akkoord van Osterhusen erkende Enno in 1611 uiteindelijk de rechten van de Staten. 
Nadat de Nederlanders in 1611 ook de controle over de burcht van Leerort, stond Oost-Friesland zodanig onder de controle van Nederland, dat Enno zelfs de aansluiting van Oost-Friesland bij Nederland beval. Dit werd echter door de Staten geweigerd. Tijdens de Dertigjarige Oorlog gebruikten de Nederlanders Oost-Friesland als winters verzorgingssteunpunt en als kwartier, waar Enno niets tegen ondernemen kon. Dit leidde ertoe dat de keizerlijke troepen onder Peter Ernst II van Mansfeld in 1622 Oost-Friesland binnenvielen. Enno trok zich terug in zijn kasteel in Esens en kon niet verhinderen dat de troepen van Mansfeld zelfs het geld roofden dat voorzien was voor het Vergelijk van Berum.
In augustus 1625 stierf Enno III op 61-jarige leeftijd.

## Huwelijken en nakomelingen
Op 29 januari 1581 huwde Enno met Walburgis van Rietberg (1557-1586), dochter van graaf Johan II van Rietberg. Ze kregen drie kinderen:
- Sabina Catharina (1582-1618), gravin van Rietberg, huwde in 1601 met haar oom Johan III van Oost-Friesland
- Agnes (1584-1616), huwde in 1603 met vorst Gundakar van Liechtenstein
- Johan Edzard (1586-1586)

Op 28 januari 1598 huwde hij met zijn tweede echtgenote Anna (1575-1625), dochter van hertog Adolf van Sleeswijk-Holstein-Gottorp. Ze kregen vijf kinderen:
- Edzard Gustaaf (1599-1612)
- Anna Maria (1601-1634), huwde in 1622 met hertog Adolf Frederik I van Mecklenburg-Schwerin
- Rudolf Christiaan (1602-1628), graaf van Oost-Friesland
- Ulrich II (1605-1648), graaf van Oost-Friesland
- Christina Sophia (1609-1658), huwde in 1632 met landgraaf Filips van Hessen-Butzbach